# Nobuyuki Anzai
Nobuyuki Anzai (信行 安西 (?); 19 agosto 1972) è uno scrittore e fumettista giapponese.
È stato assistente di Kazuhiro Fujita.
Con Ken 2 Strenger, ha vinto il 26º concorso "Shogakukan Beginners Editions".
Il suo primo lavoro da professionista è stato D-Fucker.

## Opere
- Rocket Princess (ロケットプリンセス) (1994, Shogakukan)
- Rekka no honō (烈火の炎, Traduzione: La fiamma di Recca) (1995–2002, Shogakukan);
- MÄR - Märchen Awakens Romance (メル, pronunciato Mer) (2003–2006, Shogakukan);
- MIXIM_11 (2008—in corso, Shogakukan)